# Manama Club
El Manama Club (en árabe: المنامة‎) es un equipo de fútbol de Baréin que milita en la Liga Premier de Baréin, la liga de fútbol más importante del país.

## Historia
Fue fundado en el año 1946 en la capital Manama y su nombre significa Pájaro Azul, en relación con el país en 1946. 
Es reconocido por ser el primer equipo de Baréin en competir en un torneo internacional, la Copa de Clubes de Asia 1971 y es un club que cuenta con secciones en otros deportes como balonmano, baloncesto, voleibol, waterpolo, raquetbol, gimnasia, judo, atletismo, natación, boxeo, halterofilia y karate.

## Rivalidades
La principal rivalidad del club es con el Al Ahli Manama, rivalidad que es más fuerte en fútbol debido a que el Al-Ahli ha sido campeón de liga, y el Manama Club nunca ha sido campeón de liga.

## Palmarés
- Primera División de Baréin: 1

1999/2000
- Copa de la Corona de Baréin: 6

1995/96, 1996/97, 1998/99, 1999/00, 2006/07
- Copa Sport United: 5

1995/96, 1996/97, 1998/99, 1999/2000

## Jugadores destacados
- Marcos Falopa